# Wiadomości Literackie
Wiadomości Literackie – tygodnik społeczno-kulturalny wydawany w latach 1924–1939 w Warszawie.

## Historia i profil
Pismo zostało założone w styczniu 1924 przez Mieczysława Grydzewskiego. Pierwszy numer ukazał się 6 stycznia 1924, w cenie 200 000 marek za egzemplarz. Początkowo wydawane jako popularna gazeta literacka z przewagą materiałów informacyjnych i felietonowych, od lat trzydziestych zawierały głównie artykuły problemowe o tematyce społecznej, literackiej, kulturalnej i politycznej. Reprezentowało poglądy liberalne. Publikowało artykuły o różnych formach wypowiedzi – od wysublimowanych i teoretyzujących tekstów, poprzez felietony i reportaże, po anegdoty, ciekawostki i kąśliwe polemiki.
Pismo nie miało sprecyzowanego kierunku politycznego. W pierwszych latach po przewrocie majowym zdecydowanie solidaryzowało się z obozem sanacyjnym. W latach trzydziestych (po procesie brzeskim) związało się z tzw. „lewicą sanacyjną”, prezentując oblicze demokratyczno-liberalne, o tendencjach racjonalistycznych, laickich, antyrasistowskich, pacyfistycznych i proaborcyjnych..
Tytuł był drukowany w dużym formacie o objętości 12-16 kolumn. Miał nakład do 15 tys. egz., co wskazuje na jego niezbyt rozległy zasięg społeczny, ograniczający się do sfer inteligenckich.
Na łamach tygodnika publikowali przede wszystkim skamandryci: Julian Tuwim, Antoni Słonimski, Kazimierz Wierzyński, Jan Lechoń, Jarosław Iwaszkiewicz, Józef Wittlin, Stanisław Baliński, Zuzanna Ginczanka. Pisali do niego także: Jerzy Liebert, Tadeusz Boy-Żeleński, Ksawery Pruszyński, Michał Choromański, Zbigniew Uniłowski, Aleksander Janta-Połczyński, Maria Pawlikowska-Jasnorzewska, Karol Irzykowski, Michał Walicki, Stanisław Ossowski, Wacław Lednicki, Bruno Winawer, Emil Breiter, Antoni Sobański, Irena Krzywicka, Stefania Zahorska i futurysta Bronisław Iwanowski. W 1933 debiutował tu Bruno Schulz.
Karykatury rysowali: Zdzisław Czermański, Feliks Topolski, Władysław Daszewski, Franciszka Themerson, Jerzy Zaruba i inni.
W latach 1925-1936 sekretarzem redakcji był Władysław Broniewski.
Kontynuacją „Wiadomości Literackich” był wydawany podczas II wojny światowej w latach 1940–1944 tygodnik „Wiadomości Polskie, Polityczne i Literackie” oraz wydawane po wojnie na emigracji w Londynie w latach 1946–1981 „Wiadomości”.
Setna rocznica powstania „Wiadomości Literackich” została upamiętniona uchwałą Sejmu RP z dnia 26 stycznia 2024.